# جون ليلاند
جون ليلاند (بالإنجليزية: John Leland)‏ هو صحفي أمريكي، ولد في 1959 في نيويورك في الولايات المتحدة.